# Tournoi des Six Nations féminin 2023
Cet article traite de l'épreuve féminine. Pour la compétition masculine, voir Tournoi des Six Nations masculin 2023.
Pour un article plus général, voir Tournoi des Six Nations féminin.
Navigation
Tournoi féminin 2022 Tournoi féminin 2024
Le Tournoi des Six Nations féminin 2023 est la vingt-huitième édition du Tournoi, une compétition annuelle de rugby à XV, et la vingt-deuxième disputée par six équipes européennes : Angleterre, pays de Galles, Irlande, France, Écosse et Italie.
Les trois équipes qui ont en 2023 l'avantage de jouer un match de plus à domicile que les autres sont l'Angleterre, l'Écosse et l'Italie.
Invaincue durant la compétition, l'Angleterre remporte ce Tournoi pour la dix-neuvième fois de son histoire en réalisant le Grand Chelem pour la seizième fois. Elle remporte par la même occasion la Triple couronne. L'Irlande, quant à elle, obtient la cuillère de bois après avoir concédé cinq défaites en cinq matchs.
Lors de la dernière journée, le match Angleterre-France bat le record d'affluence pour un match de rugby à XV féminin avec 58 000 spectateurs. De plus, l'augmentation globale du nombre de spectateurs est de 28 % par rapport à l'édition 2022.

## Calendriers des matchs

Nations participantes au Tournoi

Les heures sont données dans les fuseaux utilisés par le pays qui reçoit : WEST (UTC+1) dans les îles Britanniques et HAEC (UTC+2) en France et en Italie.
| Le 25 mars à 14 h 15                  | Cardiff Arms Park, Cardiff         | Pays de Galles | 31 - 5  | Irlande |
| Le 25 mars à 16 h 45                  | Kingston Park, Newcastle upon Tyne | Angleterre     | 58 - 7  | Écosse  |
| Le 26 mars à 16 h (Trophée Garibaldi) | Stade Sergio-Lanfranchi, Parme     | Italie         | 12 - 22 | France  |

| Le 1er avril à 15 h 15 | Musgrave Park, Cork             | Irlande    | 3 - 53  | France         |
| Le 1er avril à 17 h 30 | DAM Health Stadium, Édimbourg   | Écosse     | 22 - 34 | Pays de Galles |
| Le 2 avril à 15 h      | Franklin's Gardens, Northampton | Angleterre | 68 - 5  | Italie         |

| Le 15 avril à 14 h 15 | Cardiff Arms Park, Cardiff     | Pays de Galles | 3 - 59 | Angleterre |
| Le 15 avril à 17 h 45 | Stade Sergio-Lanfranchi, Parme | Italie         | 24 - 7 | Irlande    |
| Le 16 avril à 16 h 15 | Stade de la Rabine, Vannes     | France         | 55 - 0 | Écosse     |

| Le 22 avril à 14 h 15 | Musgrave Park, Cork           | Irlande | 0 - 48  | Angleterre     |
| Le 22 avril à 16 h 45 | DAM Health Stadium, Édimbourg | Écosse  | 29 - 21 | Italie         |
| Le 23 avril à 16 h 15 | Stade des Alpes, Grenoble     | France  | 39 - 14 | Pays de Galles |

| Le 29 avril à 13 h    | Stade de Twickenham, Twickenham | Angleterre | 38 - 33 | France         |
| Le 29 avril à 16 h 30 | Stade Sergio-Lanfranchi, Parme  | Italie     | 10 - 36 | Pays de Galles |
| Le 29 avril à 19 h 30 | DAM Health Stadium, Édimbourg   | Écosse     | 36 - 10 | Irlande        |

## Classement
| Rang | Équipe         | J | V | N | D | Em | Ee | Bo | Bd | Pm  | Pe  | Diff | Pts |
| ---- | -------------- | - | - | - | - | -- | -- | -- | -- | --- | --- | ---- | --- |
| 1    | Angleterre (T) | 5 | 5 | 0 | 0 | 46 | 7  | 5  | 0  | 271 | 46  | +225 | 28  |
| 2    | France         | 5 | 4 | 0 | 1 | 32 | 10 | 4  | 1  | 200 | 67  | +133 | 21  |
| 3    | Pays de Galles | 5 | 3 | 0 | 2 | 17 | 20 | 3  | 0  | 118 | 135 | -17  | 15  |
| 4    | Écosse         | 5 | 2 | 0 | 3 | 15 | 28 | 2  | 0  | 94  | 178 | -84  | 10  |
| 5    | Italie         | 5 | 1 | 0 | 4 | 10 | 27 | 0  | 0  | 72  | 162 | -90  | 4   |
| 6    | Irlande        | 5 | 0 | 0 | 5 | 3  | 31 | 0  | 0  | 25  | 192 | -167 | 0   |

|  | Vainqueur du tournoi       |
|  | T : Tenante du titre 2022. |

 Attribution des points de classement Pts : quatre points pour une victoire, deux points pour un match nul, zéro en cas de défaite, un point si au moins 4 essais marqués, un point en cas de défaite avec moins de 8 points d'écart, trois points en cas de Grand Chelem.
Règles de classement : 1. points ; 2. différence de points de match ; 3. nombre d'essais marqués ; 4. titre partagé.

## Actrices du Tournoi des Six Nations

### Joueuses

#### Angleterre
Le 2 mars 2023, l'entraîneur de l'Angleterre, Simon Middleton (en), annonce son dernier groupe de joueuses avant de quitter son poste après la compétition. Sarah Hunter et Marlie Packer sont nommées co-capitaine. Emily Scarratt est blessée alors qu'Abbie Ward est enceinte, ces deux joueuses sont donc forfaits et assisteront l'entraîneur en tant qu'assistantes. 
Le 22 mars, l'ancienne internationale canadienne, Mackenzie Carson, est appelée pour disputer la première rencontre. 
La semaine suivante, Delaney Burns (en) est sélectionnée pour la deuxième journée. 
Pour la troisième journée, Hannah Botterman, de retour de blessure, est sélectionnée. 
| Entraîneur | Entraîneur             | Simon Middleton (en) |
| Avants     | Pilier                 | Sarah Bern, Hannah Botterman, Mackenzie Carson, Bryony Cleall, Kelsey Clifford, Liz Crake, Detysha Harper, Maud Muir, Hannah Sims |
| Avants     | Talonneur              | May Campbell, Amy Cokayne, Lark Davies, Connie Powell                                                                             |
| Avants     | Deuxième ligne         | Zoe Aldcroft, Delaney Burns, Poppy Cleall, Rosie Galligan, Catherine O'Donnell                                                    |
| Avants     | Troisième ligne aile   | Sadia Kabeya, Poppy Leitch, Alex Matthews, Marlie Packer , Emily Robinson                                                         |
| Avants     | Troisième ligne centre | Sarah Beckett, Sarah Hunter , Morwenna Talling                                                                                    |
| Arrières   | Demi de mêlée          | Natasha Hunt, Leanne Infante, Lucy Packer, Ella Wyrwas                                                                            |
| Arrières   | Demi d'ouverture       | Holly Aitchison, Lizzie Duffy, Helena Rowland                                                                                     |
| Arrières   | Centre                 | Tatyana Heard, Nancy McGillivray, Amber Reed, Lagi Tuima                                                                          |
| Arrières   | Ailier                 | Jess Breach, Claudia MacDonald, Ellie Rugman, Lydia Thompson                                                                      |
| Arrières   | Arrière                | Abby Dow, Ellie Kildunne, Sarah McKenna, Emma Sing                                                                                |

#### Écosse
Le 13 mars, l'entraîneur écossais, Bryan Easson (en), annonce son effectif pour la compétition, il nomme Rachel Malcolm en tant que capitaine qui honore son troisième Tournoi avec ce rôle.
| Entraîneur | Entraîneur             | Bryan Easson (en)                                                                                 |
| Avants     | Pilier                 | Leah Bartlett, Christine Belisle, Elliann Clarke, Lisa Cockburn, Panashe Muzambe (en), Anne Young |
| Avants     | Talonneur              | Elis Martin, Jodie Rettie, Lana Skeldon                                                           |
| Avants     | Deuxième ligne         | Sarah Bonar, Eva Donaldson, Louise McMillan, Lyndsay O'Donnell, Emma Wassell                      |
| Avants     | Troisième ligne aile   | Fiona Cooper, Erinn Foley, Rachel Malcolm , Rachel McLachlan, Eilidh Sinclair                     |
| Avants     | Troisième ligne centre | Evie Gallagher, Jade Konkel-Roberts, Emma Turner                                                  |
| Arrières   | Demi de mêlée          | Rhea Clarke, Caity Mattinson, Mairi McDonald                                                      |
| Arrières   | Demi d'ouverture       | Sarah Law, Helen Nelson                                                                           |
| Arrières   | Centre                 | Beth Blacklock, Holly McIntyre, Emma Orr, Meryl Smith, Evie Wills                                 |
| Arrières   | Ailier                 | Coreen Grant, Francesca McGhie, Liz Musgrove                                                      |
| Arrières   | Arrière                | Chloe Rollie                                                                                      |

#### France
Le 7 mars, le nouveau staff de l'équipe de France annonce les 36 Bleues convoquées pour le Tournoi. Les principales absences sont celles de Madoussou Fall qui est blessée, alors que Caroline Drouin et Joanna Grisez sont retenues par l'équipe de France à sept, elles sont toutes les trois absentes pour la totalité de la compétition. Audrey Forlani est nommé nouvelle capitaine de l'équipe et succède donc à Gaëlle Hermet.
| Entraîneur | Entraîneur             | Gaëlle Mignot, Sylvain Mirande, David Ortiz                                                     |
| Avants     | Pilier                 | Rose Bernadou, Annaëlle Deshayes, Clara Joyeux, Assia Khalfaoui, Coco Lindelauf, Ambre Mwayembe |
| Avants     | Talonneur              | Célia Domain, Élisa Riffonneau, Agathe Sochat                                                   |
| Avants     | Deuxième ligne         | Manae Feleu, Audrey Forlani , Maëlle Picut, Mabinty Sylla                                       |
| Avants     | Troisième ligne aile   | Julie Annery, Axelle Berthoumieu, Léa Champon, Charlotte Escudero, Gaëlle Hermet                |
| Avants     | Troisième ligne centre | Émeline Gros, Romane Ménager                                                                    |
| Arrières   | Demi de mêlée          | Pauline Bourdon, Alexandra Chambon, Margaux Ducès                                               |
| Arrières   | Demi d'ouverture       | Carla Arbez, Lilou Graciet                                                                      |
| Arrières   | Centre                 | Marie Dupouy, Maëlle Filopon, Gabrielle Vernier                                                 |
| Arrières   | Ailier                 | Cyrielle Banet, Caroline Boujard, Maë Levy, Mélissande Llorens, Marine Ménager                  |
| Arrières   | Arrière                | Émilie Boulard, Morgane Bourgeois, Jessy Trémoulière                                            |

#### Galles
Le 8 mars, le sélectionneur gallois dévoile le groupe de joueuses sélectionnées pour le Tournoi, il nomme Hannah Jones en tant que capitaine.
| Entraîneur | Entraîneur             | Ioan Cunningham (en)                                                                                             |
| Avants     | Pilier                 | Abbey Constable, Cerys Hale, Cara Hope, Gwenllian Pyrs, Caryl Thomas, Sisilia Tuipulotu                          |
| Avants     | Talonneur              | Kat Evans, Kelsey Jones, Carys Phillips                                                                          |
| Avants     | Deuxième ligne         | Gwen Crabb, Georgia Evans, Natalia John, Charlie Mundy                                                           |
| Avants     | Troisième ligne aile   | Alex Callender, Abbie Fleming, Bethan Lewis, Kate Williams                                                       |
| Avants     | Troisième ligne centre | Sioned Harries                                                                                                   |
| Arrières   | Demi de mêlée          | Keira Bevan, Megan Davies, Ffion Lewis                                                                           |
| Arrières   | Demi d'ouverture       | Elinor Snowsill, Niamh Terry, Robyn Wilkins                                                                      |
| Arrières   | Centre                 | Lleucu George, Hannah Jones , Bryonie King, Kerin Lake, Catherine Richards, Jenna De Vera, Carys Williams-Morris |
| Arrières   | Ailier                 | Hannah Bluck, Courtney Keight, Lisa Neumann, Lowri Norkett                                                       |
| Arrières   | Arrière                | Amelia Tutt |

#### Irlande
Le 28 février, l'équipe d'Irlande annonce son groupe de joueuses retenues.
| Entraîneur | Entraîneur             | Greg McWilliams                                                                 |
| Avants     | Pilier                 | Kathryn Buggy, Linda Djougang, Christy Haney, Sadhbh McGrath, Niamh O'Dowd      |
| Avants     | Talonneur              | Neve Jones, Clara Nielson, Deirbhile Nic a Bháird                               |
| Avants     | Deuxième ligne         | Jo Brown, Nichola Fryday , Samantha Monaghan, Hannah O'Connor (en), Fiona Tuite |
| Avants     | Troisième ligne aile   | Edel McMahon, Grace Moore, Maeve Óg O'Leary (en), Aoife Wafer, Dorothy Wall     |
| Avants     | Troisième ligne centre | Molly Boyne, Brittany Hogan                                                     |
| Arrières   | Demi de mêlée          | Ailsa Hughes (en), Molly Scuffil-McCabe, Emma Swords                            |
| Arrières   | Demi d'ouverture       | Nicole Cronin, Dannah O'Brien                                                   |
| Arrières   | Centre                 | Enya Breen, Aoife Dalton, Vicky Irwin (en), Anna McGann                         |
| Arrières   | Ailier                 | Natasja Behan, Aoife Doyle (en), Ella Roberts                                   |
| Arrières   | Arrière                | Méabh Deely, Lauren Delany                                                      |

#### Italie
Le 6 mars, l'Italie annonce son groupe de trente-six joueuses pour participer au Tournoi, Elisa Giordano est nommée capitaine.
| Entraîneur | Entraîneur             | Giovanni Raineri (it)                                                                                        |
| Avants     | Pilier                 | Francesca Barro, Alice Cassaghi, Lucia Gai, Gaia Maris, Sara Seye, Silvia Turani                             |
| Avants     | Talonneur              | Laura Gurioli, Emanuela Stecca, Vittoria Vecchini                                                            |
| Avants     | Deuxième ligne         | Giordana Duca, Valeria Fedrighi, Alessia Margotti, Sara Tounesi                                              |
| Avants     | Troisième ligne aile   | Giulia Cavina, Giada Franco, Alessandra Frangipani, Isabella Locatelli, Alissa Ranuccini, Francesca Sgorbini |
| Avants     | Troisième ligne centre | Elisa Giordano                                                                                               |
| Arrières   | Demi de mêlée          | Sara Barattin, Francesca Granzotto, Sofia Stefan, Arianna Toeschi                                            |
| Arrières   | Demi d'ouverture       | Veronica Madia, Emma Stevanin                                                                                |
| Arrières   | Centre                 | Jessica Busato, Gaia Buso, Mathilde Cheval, Alyssa D'Incà, Beatrice Rigoni, Michela Sillari                  |
| Arrières   | Ailier                 | Alessia Gronda, Aura Muzzo, Sofia Rolfi                                                                      |
| Arrières   | Arrière                | Beatrice Capomaggi, Vittoria Ostuni Minuzzi                                                                  |

### Arbitres
Les arbitres de champ nommées pour la première journée sont Amber McLachlan, Aimee Barrett-Theron et Maggie Cogger-Orr.
Pour la deuxième journée, ce sont Hollie Davidson, Maggie Cogger-Orr et Kat Roche qui officient lors des trois rencontres.
À l'occasion de la troisième journée, Joy Neville, Aurélie Groizeleau et Lauren Jenner sont les trois arbitres désignées.
Pour l'avant-dernière journée, Lauren Jenner, Aurélie Groizeleau et Clara Munarini sont nommées en tant qu'arbitre de champ.
Aimee Barrett-Theron, Joy Neville et Sara Cox dirigent les trois derniers matchs de la compétition.
| Rugby Europe                                                                     | Rugby Afrique          | Oceania Rugby                                         | Rugby Americas North |
| -------------------------------------------------------------------------------- | ---------------------- | ----------------------------------------------------- | -------------------- |
| - Sara Cox - Hollie Davidson - Aurélie Groizeleau - Clara Munarini - Joy Neville | - Aimee Barrett-Theron | - Maggie Cogger-Orr - Lauren Jenner - Amber McLachlan | - Kat Roche          |

## Récompenses et statistiques individuelles

### Meilleure joueuse du Tournoi
Quatre joueuses sont retenues pour remporter la récompense de Meilleure joueuse du Tournoi : les Anglaises Holly Aitchison et Marlie Packer, la Galloise Sisilia Tuipulotu ainsi que la Française Gabrielle Vernier. À la suite du vote du public, c'est finalement la centre de l'équipe de France Gabrielle Vernier qui gagne ce trophée individuel.

### Meilleure joueuse par journée
Pour cette édition du Tournoi, comme les années précédentes, un titre de meilleure joueuse est décerné pour chaque journée à la suite d'un vote du public à partir de la joueuse qui est la plus plébiscitée pour l'équipe de la journée par les organisateurs du Tournoi.
| Journée           | Joueuse             | Nation      | Poste                | Actions individuelles                                                                               | Réf.        |
| ----------------- | ------------------- | ----------- | -------------------- | --------------------------------------------------------------------------------------------------- | ----------- |
| Première journée  | Marlie Packer       | Angleterre  | Troisième ligne aile | Auteure d'un triplé contre l'Écosse.                                                                | [ 18 ]      |
| Deuxième journée  | Abby Dow            | Angleterre  | Arrière              | Auteure d'un quadruplé lors de la victoire contre l'Italie.                                         | [ 19 ]      |
| Troisième journée | Abby Dow            | Angleterre  | Ailier               | Auteure d'un essai contre le pays de Galles.                                                        | [ 20 ]      |
| Quatrième journée | Jade Konkel-Roberts | Écosse      | Deuxième ligne       | 93 mètres parcourus ballon en main, 19 courses et 12 plaquages lors de la victoire contre l'Italie. | [ 21 ]      |
| Cinquième journée | Non décerné         | Non décerné | Non décerné          | Non décerné                                                                                         | Non décerné |

### Meilleures réalisatrices
L'Anglaise Marlie Packer termine meilleure réalisatrice du Tournoi avec 35 points inscrits, dont sept essais.
| Rang | Joueur            | Équipe         | Points | Essais | Transf. | Pén. | Drops |
| ---- | ----------------- | -------------- | ------ | ------ | ------- | ---- | ----- |
| 1    | Marlie Packer     | Angleterre     | 35     | 7      | 0       | 0    | 0     |
| 2    | Abby Dow          | Angleterre     | 30     | 6      | 0       | 0    | 0     |
| 3    | Jessy Trémoulière | France         | 29     | 1      | 13      | 1    | 0     |
| 4    | Keira Bevan       | Pays de Galles | 27     | 1      | 8       | 2    | 0     |
| 5    | Gabrielle Vernier | France         | 25     | 5      | 0       | 0    | 0     |

### Meilleures marqueuses
L'anglaise Marlie Packer termine également meilleure marqueuse d'essais de la compétition avec sept réalisations.
| Rang | Joueur             | Équipe         | Essais |
| ---- | ------------------ | -------------- | ------ |
| 1    | Marlie Packer      | Angleterre     | 7      |
| 2    | Abby Dow           | Angleterre     | 6      |
| 3    | Gabrielle Vernier  | France         | 5      |
| 4    | Jessica Breach     | Angleterre     | 4      |
| 4    | Tatyana Heard      | Angleterre     | 4      |
| 4    | Claudia MacDonald  | Angleterre     | 4      |
| 4    | Lana Skeldon       | Écosse         | 4      |
| 4    | Émilie Boulard     | France         | 4      |
| 4    | Charlotte Escudero | France         | 4      |
| 4    | Sisilia Tuipulotu  | Pays de Galles | 4      |

## Feuilles de matchs

### Première journée

#### Pays de Galles - Irlande
(mt 26 - 0)
Joueuse du match :  Sisilia Tuipulotu
Points marqués :
Pays de Galles :
- 5 essais de Callender (4e), Bevan (13e), Harries (23e), Jones (33e), Tuipulotu (46e).
- 3 transformations de Bevan (14e, 24e, 34e).

Irlande :
- 1 essai de Fryday (67e).

Arbitre :  Amber McLachlan
| Pays de Galles · Titulaires · Courtney Keight 15 · Lisa Neumann 14 · 60e Hannah Jones 13 · Kerin Lake 12 · Carys Williams-Morris 11 · Elinor Snowsill 10 · 60e Keira Bevan 9 · 57e Bethan Lewis 8 · Alex Callender 7 · Georgia Evans 6 · 7e Gwen Crabb 5 · Abbie Fleming 4 · 60e Sisilia Tuipulotu 3 · 62e Kelsey Jones 2 · Gwenllian Pyrs 1 · Remplaçants · 62e Kat Evans 16 · Caryl Thomas 17 · 60e Cerys Hale 18 · 57e Kate Williams 19 · 7e Sioned Harries 20 · 60e Ffion Lewis 21 · Lleucu George 22 · 60e Hannah Bluck 23 · Entraîneur · Ioan Cunningham (en) |  |  |  | Irlande · Titulaires · 15 Méabh Deely 32e · 14 Aoife Doyle 48e · 13 Aoife Dalton · 12 Enya Breen · 11 Natasja Behan · 10 Nicole Cronin 64e · 9 Molly Scuffil-McCabe · 8 Brittany Hogan 57e · 7 Maeve Óg O'Leary 40e · 6 Dorothy Wall 57e · 5 Sam Monaghan 20e 32e · 4 Nichola Fryday · 3 Linda Djougang · 2 Neve Jones · 1 Sadhbh McGrath 57e · Remplaçants · 16 Deirbhile Nic a Bháird 40e 44e à 54e · 17 Niamh O'Dowd · 18 Christy Haney 57e · 19 Jo Brown 57e · 20 Grace Moore 57e · 21 Hannah O'Connor 20e 32e 64e · 22 Dannah O'Brien 48e · 23 Vicky Irwin 32e · Entraîneur · Greg McWilliams |

#### Angleterre - Écosse
(mt 31 - 0)
Joueuse du match :  Marlie Packer
Points marqués :
Angleterre :
- 12 essais de MacDonald (8e, 22e), Cokayne (17e, 30e), Heard (26e), P.Cleall (41e), Kabeya (49e) et M.Packer (57e, 62e, 66e).
- 4 transformations de Reed (9e) et Tuima (57e, 62e, 66e).

Écosse :
- 1 essai de Rollie (74e).
- 1 transformation de Nelson (76e).

Arbitre :  Aimee Barrett-Theron
| Angleterre · Titulaires · 61e Abby Dow 15 · Jessica Breach 14 · Lagi Tuima 13 · 18e Amber Reed 12 · Claudia MacDonald 11 · Holly Aitchison 10 · 61e Lucy Packer 9 · 58e Sarah Hunter 8 · Marlie Packer 7 · Sadia Kabeya 6 · Poppy Cleall 5 · 61e Zoe Aldcroft 4 · 52e Sarah Bern 3 · 52e Amy Cokayne 2 · 52e Mackenzie Carson 1 · Remplaçants · 52e Lark Davies 16 · 52e Liz Crake 17 · 52e Kelsey Clifford 18 · 58e Catherine O'Donnell 19 · 61e Sarah Beckett 20 · 61e Ella Wyrwas 21 · 18e Tatyana Heard 22 · 61e Emma Sing 23 · Entraîneur · Simon Middleton (en) |  |  |  | Écosse · Titulaires · 15 Chloe Rollie · 14 Coreen Grant 51e · 13 Emma Orr · 12 Meryl Smith 62e · 11 Francesca McGhie · 10 Helen Nelson · 9 Caity Mattinson 53e · 8 Evie Gallagher · 7 Rachel McLachlan · 6 Rachel Malcolm 63e · 5 Louise McMillan · 4 Lyndsay O'Donnell 71e · 3 Christine Belisle 51e · 2 Lana Skeldon 53e · 1 Leah Bartlett 66e · Remplaçants · 16 Jodie Rettie 53e · 17 Anne Young 66e · 18 Elliann Clarke 51e · 19 Eva Donaldson 71e · 20 Eilidh Sinclair 63e · 21 Mairi McDonald 53e · 22 Beth Blacklock 62e · 23 Liz Musgrove 51e · Entraîneur · Bryan Easson |

#### Italie - France
(mt 7 - 15)
Joueuse du match :  Gabrielle Vernier
Points marqués :
Italie :
- 2 essais de Franco (22e) et D'Incà (48e).
- 1 transformation de Sillari (24e).

France :
- 3 essais de Vernier (25e), Arbez (34e), Boujard (75e).
- 2 transformations de Bourdon (35e), Trémoulière (76e).
- 1 pénalité de Bourdon (8e).

Arbitre :  Maggie Cogger-Orr
| Italie · Titulaires · Vittoria Ostuni Minuzzi 15 · 24e 31e Aura Muzzo 14 · Michela Sillari 13 · Beatrice Rigoni 12 · Alyssa D'Incà 11 · 51e Veronica Madia 10 · Sofia Stefan 9 · Elisa Giordano 8 · 65e Giada Franco 7 · Francesca Sgorbini 6 · Giordana Duca 5 · 49e Valeria Fedrighi 4 · 56e Lucia Gai 3 · Vittoria Vecchini 2 · 31e Silvia Turani 1 · Remplaçants · Emanuela Stecca 16 · 31e Gaia Maris 17 · 56e Sara Seye 18 · 49e Sara Tounesi 19 · 65e Isabella Locatelli 20 · 24e 31e 51e Sara Barattin 21 · Emma Stevanin 22 · Beatrice Capomaggi 23 · Entraîneur · Giovanni Raineri (it) |  |  |  | France · Titulaires · 15 Émilie Boulard · 14 Cyrielle Banet · 13 Marine Ménager 69e · 12 Gabrielle Vernier · 11 Caroline Boujard 27e à 37e · 10 Carla Arbez 56e · 9 Pauline Bourdon 76e · 8 Charlotte Escudero · 7 Émeline Gros 66e · 6 Axelle Berthoumieu 50e · 5 Audrey Forlani · 4 Manae Feleu · 3 Assia Khalfaoui 60e · 2 Agathe Sochat 76e · 1 Annaëlle Deshayes 60e · Remplaçants · 16 Célia Domain 76e · 17 Coco Lindelauf 60e · 18 Rose Bernadou 60e · 19 Maëlle Picut 66e · 20 Gaëlle Hermet 50e · 21 Alexandra Chambon 76e · 22 Jessy Trémoulière 56e · 23 Marie Dupouy 69e · Entraîneur · Gaëlle Mignot, Sylvain Mirande, David Ortiz |

### Deuxième journée

#### Irlande - France
(mt 3 - 27)
Joueuse du match :  Pauline Bourdon
Points marqués :
Irlande :
- 1 pénalité de O'Brien (21e).

France :
- 9 essais de Forlani (8e), Boujard (12e), Bourdon (26e, 31e), Vernier (34e, 70e), Sochat (54e), Banet (58e) et Escudero (74e).
- 4 transformations de Bourgeois (28e, 55e) et Trémoulière (71e, 75e).

Arbitre :  Hollie Davidson
| Irlande · Titulaires · 69e à 79e Méabh Deely 15 · 72e Aoife Doyle 14 · Aoife Dalton 13 · 50e Vicky Irwin 12 · Natasja Behan 11 · Dannah O'Brien 10 · 50e Molly Scuffil-McCabe 9 · Deirbhile Nic a Bháird 8 · 56e Grace Moore 7 · Dorothy Wall 6 · Sam Monaghan 5 · 72e Nichola Fryday 4 · 56e Christy Haney 3 · 75e Neve Jones 2 · 72e Linda Djougang 1 · Remplaçants · 75e Clara Nielson 16 · 56e Sadhbh McGrath 17 · 72e Kathryn Buggy 18 · 72e Hannah O'Connor 19 · 56e Brittany Hogan 20 · 50e Emma Swords 21 · 50e Anna McGann 22 · 72e Lauren Delany 23 · Entraîneur · Greg McWilliams |  |  |  | France · Titulaires · 15 Morgane Bourgeois · 14 Cyrielle Banet · 13 Marine Ménager 59e · 12 Gabrielle Vernier · 11 Caroline Boujard · 10 Carla Arbez 51e · 9 Pauline Bourdon 57e · 8 Charlotte Escudero · 7 Émeline Gros 51e · 6 Axelle Berthoumieu 24e · 5 Audrey Forlani 66e · 4 Manae Feleu · 3 Clara Joyeux 56e · 2 Agathe Sochat 63e · 1 Annaëlle Deshayes 20e · Remplaçants · 16 Élisa Riffonneau 63e · 17 Coco Lindelauf 24e · 18 Assia Khalfaoui 56e · 19 Maëlle Picut 66e · 20 Gaëlle Hermet 50e · 21 Alexandra Chambon 57e · 22 Jessy Trémoulière 50e · 23 Marie Dupouy 59e · Entraîneur · Gaëlle Mignot, Sylvain Mirande, David Ortiz |

#### Écosse - Pays de Galles
(mt 10 - 12)
Joueuse du match :  Sisilia Tuipulotu
Points marqués :
Écosse :
- 3 essais de Skeldon (33e), Grant (47e) et Rollie (65e).
- 2 transformations de Nelson (34e, 48e).
- 1 pénalité de Nelson (27e).

Pays de Galles :
- 5 essais de Tuipulotu (2e, 51e), Pyrs (28e, 41e) et F.Lewis (78e).
- 3 transformations de Bevan (29e, 43e) et Snowsill (79e).
- 1 pénalité de Snowsill (73e).

Arbitre :  Maggie Cogger-Orr
| Écosse · Titulaires · Chloe Rollie 15 · 66e Coreen Grant 14 · Emma Orr 13 · 73e Meryl Smith 12 · Francesca McGhie 11 · Helen Nelson 10 · 56e Caity Mattinson 9 · Evie Gallagher 8 · 0e 12e 29e Rachel McLachlan 7 · Rachel Malcolm 6 · Louise McMillan 5 · 66e Lyndsay O'Donnell 4 · 56e Christine Belisle 3 · 79e Lana Skeldon 2 · 68e Leah Bartlett 1 · Remplaçants · 79e Jodie Rettie 16 · 68e Anne Young 17 · 56e Elliann Clarke 18 · 66e Eva Donaldson 19 · 0e 12e 29e Eilidh Sinclair 20 · 56e Mairi McDonald 21 · 73e Beth Blacklock 22 · 66e Liz Musgrove 23 · Entraîneur · Bryan Easson |  |  |  | Pays de Galles · Titulaires · 15 Courtney Keight · 14 Lisa Neumann 79e · 13 Hannah Jones · 12 Kerin Lake 39e à 49e · 11 Carys Williams-Morris · 10 Elinor Snowsill 79e · 9 Keira Bevan 60e · 8 Sioned Harries 63e · 7 Alex Callender · 6 Bethan Lewis · 5 Georgia Evans · 4 Abbie Fleming 66e · 3 Sisilia Tuipulotu 79e · 2 Kelsey Jones 79e · 1 Gwenllian Pyrs 79e · Remplaçants · 16 Carys Phillips 79e · 17 Cara Hope 79e · 18 Cerys Hale 79e · 19 Natalia John 66e · 20 Kate Williams 63e · 21 Ffion Lewis 60e · 22 Robyn Wilkins 79e · 23 Hannah Bluck 79e · Entraîneur · Ioan Cunningham (en) |

#### Angleterre - Italie
(mt 27 - 5)
Joueuse du match :  Sarah Bern
Points marqués :
Angleterre :
- 12 essais de Breach (2e, 38e, 63e), Dow (8e, 52e, 55e, 71e), MacDonald (17e, 32e), Heard (45e) et M.Packer (67e, 77e).
- 4 transformations de Aitchison (3e), Tuima (46e) et Sing (67e, 77e).

Italie :
- 1 essai de Tounesi (4e).

Arbitre :  Kat Roche
| Angleterre · Titulaires · Abby Dow 15 · Jessica Breach 14 · Lagi Tuima 13 · 65e Tatyana Heard 12 · 48e Claudia MacDonald 11 · Holly Aitchison 10 · 61e Lucy Packer 9 · Zoe Aldcroft 8 · Marlie Packer 7 · 61e Sadia Kabeya 6 · Delaney Burns 5 · 61e Catherine O'Donnell 4 · 64e Sarah Bern 3 · 61e Amy Cokayne 2 · 64e Mackenzie Carson 1 · Remplaçants · 61e Lark Davies 16 · 64e Liz Crake 17 · 64e Kelsey Clifford 18 · 61e Sarah Beckett 19 · 61e Emily Robinson 20 · 61e Ella Wyrwas 21 · 65e Sarah McKenna 22 · 48e Emma Sing 23 · Entraîneur · Simon Middleton (en) |  |  |  | Italie · Titulaires · 15 Vittoria Ostuni Minuzzi · 14 Aura Muzzo · 13 Michela Sillari · 12 Beatrice Rigoni 25e 33e 61e · 11 Sofia Stefan · 10 Veronica Madia 46e · 9 Sara Barattin 57e · 8 Elisa Giordano 66e · 7 Giada Franco · 6 Francesca Sgorbini · 5 Giordana Duca 53e · 4 Sara Tounesi · 3 Lucia Gai 53e · 2 Vittoria Vecchini · 1 Gaia Maris · Remplaçants · 16 Emanuela Stecca 66e · 17 Alice Cassaghi · 18 Sara Seye 53e · 19 Valeria Fedrighi 53e · 20 Isabella Locatelli 66e · 21 Emma Stevanin 46e · 22 Jessica Busato 61e 66e · 23 Beatrice Capomaggi 25e 33e 57e · Entraîneur · Giovanni Raineri (it) |

### Troisième journée

#### Pays de Galles - Angleterre
(mt 3 - 19)
Joueuse du match :  Tatyana Heard
Points marqués :
Pays de Galles:
- 1 pénalité de Bevan (14e).

Angleterre :
- 9 essais de L.Packer (26e), Heard (35e), Dow (40e), Aitchinson (45e), Breach (50e), Kildunne (54e), Muir (59e), Botterman (63e) et Beckett (73e).
- 7 transformations de Sing (27e, 41e, 50e) et Tuima (55e, 60e, 64e, 74e).

Arbitre :  Joy Neville
| Pays de Galles · Titulaires · Courtney Keight 15 · Lisa Neumann 14 · Hannah Jones 13 · 56e Hannah Bluck 12 · Lowri Norkett 11 · Elinor Snowsill 10 · 53e Keira Bevan 9 · 53e Sioned Harries 8 · Alex Callender 7 · Bethan Lewis 6 · Georgia Evans 5 · 46e Abbie Fleming 4 · 53e Sisilia Tuipulotu 3 · 53e Kelsey Jones 2 · 64e Gwenllian Pyrs 1 · Remplaçants · 53e Carys Phillips 16 · 64e Cara Hope 17 · 53e Cerys Hale 18 · 46e 69e Natalia John 19 · 53e 58e à 68e Kate Williams 20 · 69e Bryonie King 21 · 53e Ffion Lewis 22 · 56e Robyn Wilkins 23 · Entraîneur · Ioan Cunningham (en) |  |  |  | Angleterre · Titulaires · 15 Emma Sing 53e · 14 Jessica Breach · 13 Lagi Tuima · 12 Tatyana Heard 61e · 11 Abby Dow · 10 Holly Aitchison · 9 Lucy Packer 53e · 8 Alex Matthews 40e · 7 Marlie Packer 66e à 76e · 6 Sadia Kabeya · 5 Catherine O'Donnell 12e · 4 Zoe Aldcroft · 3 Sarah Bern 58e · 2 Lark Davies 56e · 1 Mackenzie Carson 51e · Remplaçants · 16 May Campbell 56e 66e à 76e · 17 Hannah Botterman 51e · 18 Maud Muir 58e · 19 Delaney Burns 40e · 20 Sarah Beckett 12e · 21 Ella Wyrwas 53e · 22 Sarah McKenna 61e · 23 Ellie Kildunne 53e · Entraîneur · Simon Middleton (en) |

#### Italie - Irlande
(mt 7 - 0)
Joueuse du match :  Alyssa D'Incà
Points marqués :
Italie :
- 3 essais de Stefan (28e) et D'Incà (41e, 77e).
- 3 transformations de Sillari (29e, 42e, 78e).
- 1 pénalité de Sillari (63e).

Irlande :
- 1 essai de pénalité (67e).

Arbitre :  Aurélie Groizeleau
| Italie · Titulaires · 68e Beatrice Capomaggi 15 · Aura Muzzo 14 · Michela Sillari 13 · Beatrice Rigoni 12 · Alyssa D'Incà 11 · 63e Veronica Madia 10 · Sofia Stefan 9 · Giada Franco 8 · 70e Isabella Locatelli 7 · 56e Francesca Sgorbini 6 · Giordana Duca 5 · 79e Sara Tounesi 4 · 67e Lucia Gai 3 · Vittoria Vecchini 2 · 79e Gaia Maris 1 · Remplaçants · 79e Emanuela Stecca 16 · Alice Cassaghi 17 · 67e Sara Seye 18 · 56e Valeria Fedrighi 19 · 79e Laura Gurioli 20 · 70e Alissa Ranuccini 21 · 68e Sara Barattin 22 · 63e Emma Stevanin 23 · Entraîneur · Giovanni Raineri (it) |  |  |  | Irlande · Titulaires · 15 Lauren Delany · 14 Aoife Doyle · 13 Aoife Dalton 76e · 12 Anna McGann · 11 Natasja Behan 61e · 10 Dannah O'Brien · 9 Alisa Hughes 56e · 8 Deirbhile Nic a Bháird · 7 Grace Moore 65e · 6 Dorothy Wall 59e · 5 Sam Monaghan · 4 Nichola Fryday · 3 Christy Haney 52e · 2 Neve Jones 70e · 1 Linda Djougang 79e · Remplaçants · 16 Clara Nielson 70e · 17 Sadhbh McGrath 79e · 18 Kathryn Buggy 52e · 19 Hannah O'Connor 65e · 20 Brittany Hogan 59e · 21 Molly Scuffil-McCabe 56e · 22 Vicky Irwin 76e · 23 Méabh Deely 61e · Entraîneur · Greg McWilliams |

#### France - Écosse
(mt  - )
Joueuse du match :  Mélissande Llorens
Points marqués : 
France :
- 9 essais de Bourdon (11e), Llorens (22e), Boulard (36e, 44e, 55e), Hermet (49e), Vernier (53e), R.Ménager (61e), Filopon (72e).
- 5 transformations de Trémoulière (37e, 50e, 54e, 56e), Arbez (73e).

Écosse :
Aucun
Arbitre :  Lauren Jenner
| France · Titulaires · Émilie Boulard 15 · 62e Caroline Boujard 14 · Marine Ménager 13 · Gabrielle Vernier 12 · Mélissande Llorens 11 · 62e Jessy Trémoulière 10 · 55e Pauline Bourdon 9 · Charlotte Escudero 8 · Gaëlle Hermet 7 · 65e Axelle Berthoumieu 6 · 51e Audrey Forlani 5 · Maëlle Picut 4 · 55e Assia Khalfaoui 3 · 65e Agathe Sochat 2 · 57e Yllana Brosseau 1 · Remplaçants · 65e Élisa Riffonneau 16 · 57e Ambre Mwayembe 17 · 55e Rose Bernadou 18 · 51e Romane Ménager 19 · 65e Julie Annery 20 · 55e Alexandra Chambon 21 · 62e Carla Arbez 22 · 62e Maëlle Filopon 23 · Entraîneur · Gaëlle Mignot, Sylvain Mirande, David Ortiz |  |  |  | Écosse · Titulaires · 15 Chloe Rollie · 14 Liz Musgrove · 13 Emma Orr · 12 Lisa Thomson · 11 Francesca McGhie 8e · 10 Helen Nelson 66e · 9 Caity Mattinson 57e · 8 Jade Konkel-Roberts 46e · 7 Evie Gallagher · 6 Rachel Malcolm · 5 Louise McMillan · 4 Lyndsay O'Donnell 55e · 3 Christine Belisle 57e · 2 Lana Skeldon 63e · 1 Leah Bartlett 74e · Remplaçants · 16 Jodie Rettie 63e · 17 Anne Young 74e · 18 Elliann Clarke 57e · 19 Eva Donaldson 55e · 20 Rachel McLachlan 46e · 21 Mairi McDonald 57e · 22 Meryl Smith 66e · 23 Coreen Grant 8e · Entraîneur · Bryan Easson |

### Quatrième journée

#### Irlande - Angleterre
(mt 0 - 27)
Joueuse du match :  Sarah Beckett
Points marqués :
Irlande : Aucun

Angleterre :
- 8 essais de Beckett (1re), Heard (15e), Kildunne (20e), M.Packer (25e), Talling (35e), Reed (70e) et Matthews (77e, 80e+2).
- 4 transformations de Tuima (36e) et Rowland (71e, 77e, 80e+3).

Arbitre :  Lauren Jenner
| Irlande · Titulaires · Lauren Delany 15 · Aoife Doyle 14 · 53e Aoife Dalton 13 · 34e 39e Vicky Irwin 12 · 66e Natasja Behan 11 · Dannah O'Brien 10 · 64e Molly Scuffil-McCabe 9 · Deirbhile Nic a Bháird 8 · 55e Grace Moore 7 · 66e Brittany Hogan 6 · Sam Monaghan 5 · Nichola Fryday 4 · 77e Christy Haney 3 · 64e Neve Jones 2 · 28e Linda Djougang 1 · Remplaçants · 64e Clara Nielson 16 · 77e Sadhbh McGrath 17 · 28e Kathryn Buggy 18 · 66e Hannah O'Connor 19 · 55e Jo Brown 20 · 64e Aisla Hughes 21 · 34e 39e 53e Anna McGann 22 · 66e Méabh Deely 23 · Entraîneur · Greg McWilliams |  |  |  | Angleterre · Titulaires · 15 Ellie Kildunne · 14 Abby Dow · 13 Lagi Tuima 52e · 12 Tatyana Heard 52e · 11 Claudia MacDonald · 10 Holly Aitchison · 9 Natasha Hunt 64e · 8 Alex Matthews · 7 Marlie Packer 35e · 6 Sadia Kabeya · 5 Sarah Beckett · 4 Zoe Aldcroft 52e · 3 Maud Muir 60e · 2 Connie Powell 60e · 1 Hannah Botterman 28e · Remplaçants · 16 Lark Davies 60e · 17 Mackenzie Carson 28e · 18 Sarah Bern 60e · 19 Delaney Burns 52e · 20 Morwenna Talling 35e · 21 Lucy Packer 64e · 22 Amber Reed 52e · 23 Helena Rowland 52e · Entraîneur · Simon Middleton (en) |

#### Écosse - Italie
(mt 10 - 7)
Joueuse du match :  Jade Konkel-Roberts
Points marqués :
Écosse :
- 5 essais de McMillan (11e), Skeldon (35e, 67e) et Bartlett (46e, 51e).
- 2 transformations de Nelson (47e, 53e).

Italie :
- 3 essais de Franco (29e), Tounesi (57e) et Vecchini (60e).
- 3 transformations de Sillari (30e, 58e, 61e).

Arbitre :  Aurélie Groizeleau
| Écosse · Titulaires · Chloe Rollie 15 · Coreen Grant 14 · Lisa Thomson 13 · Meryl Smith 12 · Francesca McGhie 11 · Helen Nelson 10 · 58e Mairi McDonald 9 · Evie Gallagher 8 · Rachel McLachlan 7 · Rachel Malcolm 6 · Louise McMillan 5 · 64e 76e Jade Konkel-Roberts 4 · Christine Belisle 3 · Lana Skeldon 2 · Leah Bartlett 1 · Remplaçants · Jodie Rettie 16 · Anne Young 17 · Elliann Clarke 18 · 64e 76e Eva Donaldson 19 · Eilidh Sinclair 20 · 58e Caity Mattinson 21 · Beth Blacklock 22 · Liz Musgrove 23 · Entraîneur · Bryan Easson |  |  |  | Italie · Titulaires · 15 Vittoria Ostuni Minuzzi · 14 Aura Muzzo 53e · 13 Michela Sillari 71e · 12 Beatrice Rigoni · 11 Alyssa D'Inca 69e · 10 Veronica Madia · 9 Sofia Stefan · 8 Giada Franco · 7 Isabella Locatelli 61e · 6 Sara Tounesi · 5 Giordana Duca 34e à 44e · 4 Valeria Fedrighi 72e · 3 Lucia Gai 59e · 2 Vittoria Vecchini · 1 Gaia Maris · Remplaçants · 16 Emanuela Stecca · 17 Alice Cassaghi 72e · 18 Sara Seye 59e 64e · 19 Laura Gurioli · 20 Alissa Ranuccini 61e · 21 Sara Barattin 53e · 22 Emma Stevanin 71e · 23 Francesca Granzotto 69e · Entraîneur · Giovanni Raineri (it) |

#### France - Pays de Galles
(mt 29 - 0)
Joueuse du match :  Gaëlle Hermet
Points marqués :
France :
- 6 essais de R.Ménager (1re), Hermet (9e), Llorens (24e, 40e), Escudero et Bernadou (77e).
- 3 transformations de Trémoulière (2e, 10e, 25e).
- 1 pénalité de Trémoulière (5e).

Pays de Galles :
- 2 essais de G.Evans (51e) et Pyrs (56e).
- 2 transformations de Snowsill (52e, 57e)

Arbitre :  Clara Munarini
| France · Titulaires · 60e Émilie Boulard 15 · Cyrielle Banet 14 · 67e Marine Ménager 13 · Gabrielle Vernier 12 · Mélissande Llorens 11 · Jessy Trémoulière 10 · 74e Alexandra Chambon 9 · Romane Ménager 8 · Gaëlle Hermet 7 · 52e Charlotte Escudero 6 · 57e Audrey Forlani 5 · Maëlle Picut 4 · 52e Assia Khalfaoui 3 · 75e Agathe Sochat 2 · 67e Yllana Brosseau 1 · Remplaçants · 75e Élisa Riffonneau 16 · 67e Ambre Mwayembe 17 · 52e Rose Bernadou 18 · 57e Manae Feleu 19 · 52e Émeline Gros 20 · 75e Margaux Ducès 21 · 60e Carla Arbez 22 · 67e Maëlle Filopon 23 · Entraîneur · Gaëlle Mignot, Sylvain Mirande, David Ortiz |  |  |  | Pays de Galles · Titulaires · 15 Courtney Keight · 14 Lisa Neumann · 13 Hannah Jones · 12 Lleucu George · 11 Carys Williams-Morris 75e · 10 Elinor Snowsill 75e · 9 Ffion Lewis 55e · 8 Sioned Harries 15e à 25e 79e · 7 Kate Williams · 6 Bethan Lewis 55e · 5 Georgia Evans · 4 Abbie Fleming · 3 Cerys Hale 23e 36e 55e · 2 Carys Phillips 55e · 1 Abbey Constable 55e · Remplaçants · 16 Kelsey Jones 55e · 17 Gwenllian Pyrs 55e · 18 Sisilia Tuipulotu 23e 36e 55e · 19 Bryonie King 79e · 20 Alex Callender 55e · 21 Keira Bevan 55e · 22 Robyn Wilkins 75e · 23 Niamh Terry 75e · Entraîneur · Ioan Cunningham (en) |

### Cinquième journée

#### Angleterre - France
(mt 33 - 0)
Joueuse du match :  Sadia Kabeya
Points marqués :
Angleterre :
- 6 essais de Dow (16e), M.Packer (25e), Matthews (31e), pénalité (35e), Aldcroft (40e+1) et Davies (59e).
- 4 transformations de Rowland (25e, 32e, 40e+2) et pénalité (35e).

France :
- 5 essais de Boulard (48e), Vernier (55e), Escudero (65e), Gros (75e) et Banet (79e).
- 4 transformations de Trémoulière (49e, 56e, 66e) et Arbez (80e+1).

Arbitre :  Lauren Jenner
| Angleterre · Titulaires · Ellie Kildunne 15 · Abby Dow 14 · Helena Rowland 13 · 66e Tatyana Heard 12 · 49e Claudia MacDonald 11 · Holly Aitchison 10 · 76e Lucy Packer 9 · Alex Matthews 8 · Marlie Packer 7 · 74e Sadia Kabeya 6 · 56e Sarah Beckett 5 · Zoe Aldcroft 4 · 66e Sarah Bern 3 · 66e Lark Davies 2 · 49e Hannah Botterman 1 · Remplaçants · 66e Connie Powell 16 · 49e Mackenzie Carson 17 · 66e Maud Muir 18 · 56e Poppy Cleall 19 · 74e Morwenna Talling 20 · 76e Natasha Hunt 21 · 66e Amber Reed 22 · 49e Jessica Breach 23 · Entraîneur · Simon Middleton (en) |  |  |  | France · Titulaires · 15 Émilie Boulard 69e · 14 Cyrielle Banet · 13 Marine Ménager 71e · 12 Gabrielle Vernier · 11 Mélissande Llorens · 10 Jessy Trémoulière 31e à 40e · 9 Pauline Bourdon 69e · 8 Charlotte Escudero · 7 Gaëlle Hermet · 6 Axelle Berthoumieu 39e 46e 66e · 5 Audrey Forlani 46e · 4 Manae Feleu · 3 Rose Bernadou 35e à 46e 46e · 2 Agathe Sochat · 1 Yllana Brosseau 60e · Remplaçants · 16 Élisa Riffonneau · 17 Ambre Mwayembe 60e · 18 Assia Khalfaoui 39e · 19 Romane Ménager 46e · 20 Émeline Gros 66e · 21 Alexandra Chambon 69e · 22 Carla Arbez 69e · 23 Maëlle Filopon 71e · Entraîneur · Gaëlle Mignot, Sylvain Mirande, David Ortiz |

#### Italie - Pays de Galles
(mt 10 - 17)
Joueuse du match :  Alex Callender
Points marqués :
Italie :
- 1 essai de Madia (25e).
- 1 transformation de Sillari (26e).
- 1 pénalité de Sillari (32e).

Pays de Galles :
- 5 essais de Lewis (23e), Tuipulotu (37e), Harries (49e), Callender (59e) et Lake (69e).
- 4 transformations de Bevan (24e, 38e, 50e) et Snowsill (70e).
- 1 pénalité de Bevan (6e).

Arbitre :  Joy Neville
| Italie · Titulaires · Vittoria Ostuni Minuzzi 15 · Aura Muzzo 14 · 73e Michela Sillari 13 · Beatrice Rigoni 12 · Alyssa D'Incà 11 · 57e Veronica Madia 10 · 50e Sara Barattin 9 · 54e Giada Franco 8 · Isabella Locatelli 7 · Sara Tounesi 6 · Giordana Duca 5 · 77e Valeria Fedrighi 4 · 54e Lucia Gai 3 · Vittoria Vecchini 2 · 54e Gaia Maris 1 · Remplaçants · 54e Emanuela Stecca 16 · 54e Alice Cassaghi 17 · Alessia Pilani 18 · 54e Laura Gurioli 19 · 77e Alissa Ranuccini 20 · 50e Sofia Stefan 21 · 57e Emma Stevanin 22 · 73e Beatrice Capomaggi 23 · Entraîneur · Giovanni Raineri (it) |  |  |  | Pays de Galles · Titulaires · 15 Courtney Keight · 14 Lisa Neumann · 13 Hannah Jones 76e · 12 Lleucu George 55e 76e · 11 Carys Williams-Morris 75e · 10 Elinor Snowsill · 9 Keira Bevan 64e · 8 Sioned Harries 55e · 7 Alex Callender · 6 Bethan Lewis · 5 Georgia Evans 75e · 4 Abbie Fleming · 3 Sisilia Tuipulotu 70e · 2 Kelsey Jones 61e · 1 Gwenllian Pyrs 70e · Remplaçants · 16 Carys Phillips 61e · 17 Caryl Thomas 70e · 18 Cerys Hale 70e · 19 Bryonie King 75e · 20 Kate Williams 55e · 21 Ffion Lewis 64e · 22 Kerin Lake 55e · 23 Amelia Tutt 75e · Entraîneur · Ioan Cunningham (en) |

#### Écosse - Irlande
(mt 5 - 3)
Joueuse du match :  Meryl Smith
Points marqués :
Écosse :
- 6 essais de Smith (40e), Skeldon (47e), Bartlett (56e), McGhie (65e), Malcolm (74e) et Rollie (80e+1).
- 3 transformations de Nelson (58e, 66e, 75e).

Irlande :
- 1 essai de Fryday (53e).
- 1 transformation de O'Brien (54e).
- 1 pénalité de O'Brien (5e).

Arbitre :  Sara Cox
| Écosse · Titulaires · Chloe Rollie 15 · Coreen Grant 14 · Emma Orr 13 · 76e Meryl Smith 12 · 76e Francesca McGhie 11 · Helen Nelson 10 · 56e Mairi McDonald 9 · Evie Gallagher 8 · Rachel McLachlan 7 · 71e Rachel Malcolm 6 · 71e Louise McMillan 5 · Jade Konkel-Roberts 4 · 76e Christine Belisle 3 · 76e Lana Skeldon 2 · 76e Leah Bartlett 1 · Remplaçants · 76e Jodie Rettie 16 · 76e Anne Young 17 · 76e Elliann Clarke 18 · 71e Eva Donaldson 19 · 71e Eilidh Sinclair 20 · 56e Caity Mattinson 21 · 76e Beth Blacklock 22 · 76e Liz Musgrove 23 · Entraîneur · Bryan Easson |  |  |  | Irlande · Titulaires · 15 Lauren Delany · 14 Aoife Doyle 69e · 13 Aoife Dalton · 12 Vicky Irwin 50e · 11 Natasja Behan · 10 Dannah O'Brien · 9 Molly Scuffil-McCabe 58e · 8 Deirbhile Nic a Bháird · 7 Grace Moore 15e · 6 Brittany Hogan 64e · 5 Sam Monaghan · 4 Nichola Fryday · 3 Christy Haney 68e · 2 Neve Jones 76e · 1 Linda Djougang 76e · Remplaçants · 16 Clara Nielson 76e · 17 Sadhbh McGrath 68e · 18 Kathryn Buggy 76e · 19 Hannah O'Connor 64e · 20 Dorothy Wall 15e · 21 Alisa Hughes 58e · 22 Anna McGann 50e · 23 Méabh Deely 69e · Entraîneur · Greg McWilliams |

## Faits marquants de la compétition
Cette édition voit toutes les nations, à l'exception de l’Irlande, augmenter leur affluence moyenne à domicile. Les 58 000 spectateurs du match Angleterre-France constituent même un record mondial absolu (la finale de la précédente Coupe du monde a attiré 42 000 spectateurs). Globalement, l'augmentation du nombre de spectateurs est de 28 % par rapport à l'édition 2022.

## Diffusion TV
- France : France Télévisions dispose des droits en 2023.